# 1967 у хокеї з шайбою
Нижче наведені хокейні події 1967 року у всьому світі.

## Головні події
На чемпіонаті світу у Відні золоті нагороди здобула збірна СРСР.
У фіналі кубка Стенлі «Торонто Мейпл-Ліфс» переміг «Монреаль Канадієнс».

## Національні чемпіони
- Австрія: «Клагенфурт»
- Болгарія: ЦСКА (Софія)
- Данія: «Гладсаксе»

- Італія: «Кортіна» (Кортіна-д'Ампеццо)
- Нідерланди: «Ден Гааг» (Гаага)
- НДР: «Динамо» (Берлін)
- Норвегія: «Волеренга» (Осло)
- Польща: «Легія» (Варшава)
- Румунія: «Стяуа» (Бухарест)
- СРСР: «Спартак» (Москва)
- Угорщина: «Ференцварош» (Будапешт)
- Фінляндія: РУ-38 (Порі)
- Франція: «Шамоні» (Шамоні-Мон-Блан)
- ФРН: «Дюссельдорф»
- Чехословаччина: «Дукла» (Їглава)
- Швейцарія: «Клотен Флаєрс»
- Швеція: «Брюнес» (Євле)
- Югославія: «Акроні» (Єсеніце)

## Переможці міжнародних турнірів
- Кубок європейських чемпіонів: ЗКЛ (Брно, Чехословаччина)
- Міжнародний турнір (Москва): збірна СРСР
- Кубок Шпенглера: «Локомотив» (Москва, СРСР)
- Кубок Ахерна: «Лександ» (Швеція)
- Турнір газети «Советский спорт»: «Спартак» (Москва)

## Народилися
- 29 січня — Шон Берк, канадський хокеїст.
- 2 лютого — Артур Ірбе, радянський та латвійський хокеїст. Чемпіон світу. Член зали слави ІІХФ.
- 11 лютого — Дерек Кінг, канадський хокеїст.
- 29 травня — Майк Кін, канадський хокеїст.
- 20 червня — Пет Яблонскі, американський хокеїст.
- 17 грудня — Венсан Дамфусс, канадський хокеїст.